# 경찰대학
경찰대학(警察大學, 영어: Korean National Police University, KNPU)은 국가치안 부문에 종사하는 경찰간부가 될 사람에게 학술을 연마하고 심신을 단련하는 사무를 관장하는 대한민국 경찰청의 소속기관이다. 1980년 1월 1일 발족하였으며, 충청남도 아산시 신창면 황산길 100-50에 위치하고 있다. 학장은 치안정감으로 보한다. 「경찰대학 설치법」 제1조제1항에 의해서 설치되었다.
중견경찰인력 양성을 위한 대학으로, 졸업하면 경위로 임용되는 특전이 부여된다. 상징 동물은 까치이고, 교목은 느티나무이다.

## 역사
- 1980년 1월 1일: 내무부 소속으로 경찰대학 설치되었다.[3] 기존의 경찰대학은 경찰종합학교로 개편하여 소속기관으로 편입되었다.[4]

- 1981년 3월 9일: 제1기생 입학되었다.

- 1982년 4월 30일: 부학장 제도를 폐지되었다.[5]

- 1984년 1월 21일: 경기도 인천시에서 용인시로 이전. 경찰종합학교를 독립 기구로 분리하고, 도서관을 설치되었다.[6]

- 1985년 4월 13일: 교육관 설치되었다.[7]

- 1991년 7월 31일: 경찰청 소속으로 변경되었다.[8]

- 2008년 8월 7일: 박물관을 경찰청 운영지원과로 이관되었다.[9]
- 2013년 6월 17일: 한국교육협의회(대교협)에 가입하였다.[10]

- 2016년 2월 29일: 충청남도 아산시로 이전되었다.[11]

## 교육

### 입학
- 신입학 : 일반전형과 농어촌 특별전형, 기초생활수급자, 차상위계층, 다문화가족 자녀를 대상으로 하는 한마음 무궁화 특별전형으로 구성되어 있다.
- 편입학 : 일반전형과 3년 이상 근무한 재직 경찰관을 대상으로 하는 전형을 운영하고 있다. 단, 재직 경찰관 전형을 응시하기 위해서는 경찰청장 및 시도경찰청장의 추천과 함께 G-TELP Level 2 50점, TEPS 280점, TOEFL IBT 58점, TOEIC 625점, TOSEL Advanced 550점 등의 성적을 보유해야 한다.

### 학사 과정
15주로 구성된 일반학기(봄, 가을)와 3주 과정의 여름학기, 4주 과정의 겨울학기를 운영하고 있다.

### 직무 과정
- 치안 정책 과정 : 총경 및 승진후보자, 일반부처 서기관, 대령 및 공공기관 1급 이상을 위한 교육 과정이다. 24주 동안 진행되며, 회당 55명의 인원을 교육한다.
- 경력직 특채 과정 : 변호사 경쟁채용시험의 합격한 자를 위한 과정으로, 신규로 임용된 경찰 중간관리사로서 역할과 책임감, 리더십 및 지휘능력을 교육한다. 12주 동안 진행되며, 회당 20명의 인원을 교육한다.
- 전문화과정 : 대한민국 대통령경호실의 신임 직원을 대상으로 하며, 경찰 기능별 업무 전반에 대한 이해와 기관 간의 효과적인 협업을 위한 기반을 도모하는 과정이다. 3일간 진행되며, 회당 15명 내외의 인원을 교육한다.

## 같이 보기
- 구경찰대학체육시설